# Sarno
Sarno je řeka v italské Kampánii o délce 24 km pramenící poblíž stejnojmenného města Sarno. Odtud teče směrem na jihozápad a poblíž Pompejí se vlévá do Neapolského zálivu. Starověcí Římané ji nazývali Sarnus.
Je považována za nejvíce znečištěnou řeku v Evropě. Její voda obsahuje vysoké množství odpadních látek ze zemědělské a průmyslové výroby.